# Kim Chae-won
Kim Chae-won (kor. 김채원, ur. 1 sierpnia 2000 w Seulu) – południowokoreańska piosenkarka. Jest liderką południowokoreańskiej grupy Le Sserafim. Uczestniczyła w trzeciej edycji programu Produce 48 i zadebiutowała w zwycięskim składzie zespołu Iz*One w 2018 roku. 

## Życiorys

### Wczesne życie i edukacja
Kim Chae-won urodziła się 1 sierpnia 2000 roku w Gangnam w Seulu w Korei Południowej. Jej rodzina składa się z rodziców i starszej siostry. Jej matka, Lee Ran-hee, jest aktorką teatralną. Uczęszczała do szkoły podstawowej Seoul Poi, gimnazjum Guryong oraz liceum Gaepo. Później przeniosła się do Hanlim Multi Art School, gdzie ukończyła naukę w 2019 roku. W 2012 roku Kim wystąpiła w konkursie piosenki dziecięcej KBS Korea.

### 2018–2021: Produce 48 i Iz*One
W 2018 roku wzięła udział w południowokoreańskim programie survivalowym Produce 48 emitowanym przez Mnet, reprezentując Woollim Entertainment razem z Kwon Eun-bi oraz Su-yun i So-hee z Rocket Punch.Przed dołączeniem do programu survivalowego, trenowała przez 11 miesięcy pod wodzą Woollim Entertainment. Zajęła 10. miejsce, zdobywając 238 192 głosy, co pozwoliło jej zadebiutować w grupie IzOne, razem z koleżanką z wytwórni, Kwon Eun-bi. Oficjalnie zadebiutowała jako członkini IzOne 29 października 2018 roku, wydając pierwszy minialbum Color*Iz i główny singiel „ La Vie en Rose ”.
W 2020 roku została po raz pierwszy wymieniona jako autorka muzyki na albumie Oneiric Diary za utwór „With * One”. Przyczyniła się również do napisania tekstu do piosenki „Slow Journey”, która znalazła się na ostatnim minialbumie IzOne, One-reeler / Act IV.
W marcu 2021 roku wzięła udział w programie King of Mask Singer pod pseudonimem „Formosan Deer”. 13 i 14 marca Iz*One zorganizowało swój ostatni koncert, One, The Story. Kontrakt grupy oficjalnie wygasł 29 kwietnia 2021 roku.
Po rozwiązaniu Iz*One powróciła do swojej macierzystej wytwórni, Woollim Entertainment. Razem z Kwon Eun-bi wzięła udział w kilku sesjach zdjęciowych dla magazynów Esquire, Indeed i Singles.

### Od 2022: Debiut z Le Sserafim

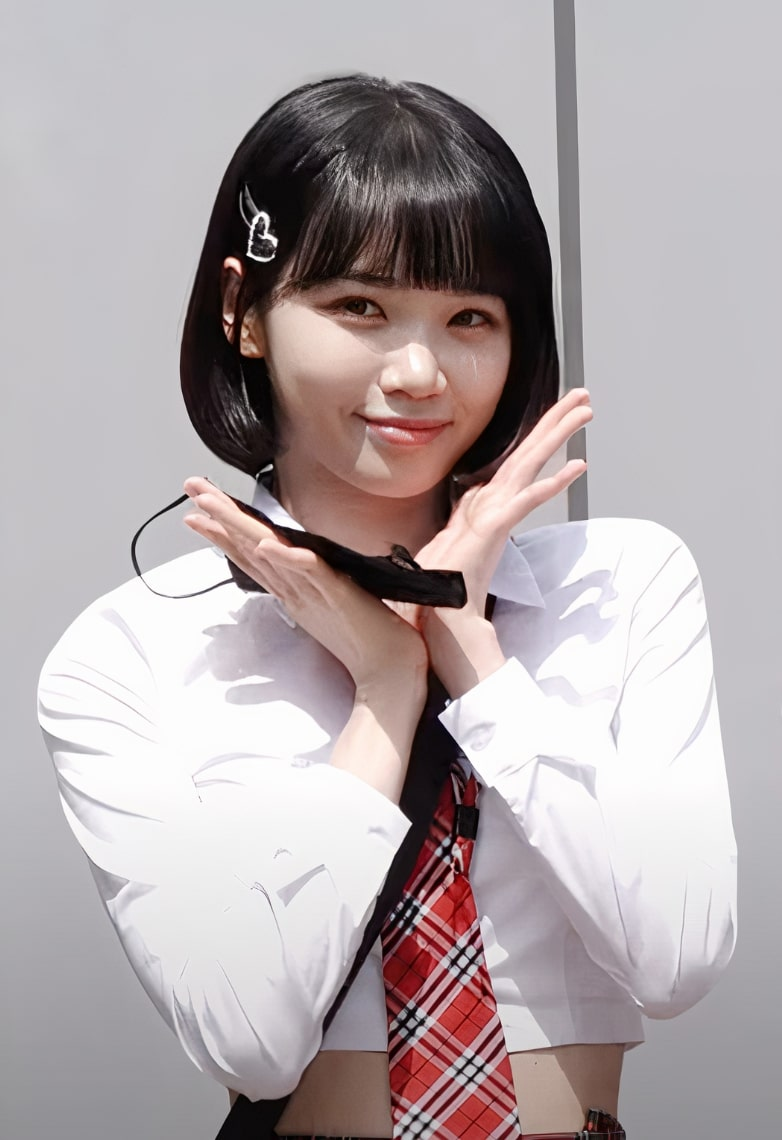
Chaewon w kwietniu 2022 roku

W dniu 14 marca 2022 roku Source Music ogłosiło, że Chaewon, wraz z byłą członkinią Iz*One, Sakura Miyawaki, podpisały wyłączne kontrakty z firmą i potwierdzono, że zadebiutują w nowej grupie o nazwie Le Sserafim.
Chaewon została ujawniona jako czwarta członkini i liderka grupy 7 kwietnia. 2 maja 2022 roku zadebiutowała jako członkini Le Sserafim, ich debiutanckim minialbumen Fearless.

## Filmografia

### Filmy
| Rok  | Tytuł                 | Rola     | Uwagi           |
| ---- | --------------------- | -------- | --------------- |
| 2020 | Eyes on Me: The Movie | ona sama | Film z koncertu |

### Programy telewizyjne
| Rok  | Tytuł                         | Uwagi            |
| ---- | ----------------------------- | ---------------- |
| 2012 | Korea Children’s Song Contest | uczestniczka     |
| 2018 | Produce 48                    | uczestniczka     |
| 2021 | King of Mask Singer           | uczestniczka     |
| 2023 | HMLYCP                        | członkini obsady |